# Erpeldange-sur-Sûre
Erpeldange-sur-Sûre (lussemburghese: Ierpeldeng op der Sauer; tedesco: Erpeldingen an der Sauer), denominato fino al 1º gennaio 2014 Erpeldange (lussemburghese: Ierpeldange; tedesco: Erpeldingen), è un comune del Lussemburgo nord-orientale. Fa parte del cantone di Diekirch, nel distretto omonimo. Si trova lungo il corso del fiume Sûre (o Sauer), fra Ettelbruck e Diekirch.
Nel 2001 la città di Erpeldange, capoluogo del comune che si trova al centro del suo territorio, aveva una popolazione di 818 abitanti. Le altre località che fanno capo al comune sono Burden e Ingeldorf.
Il comune fu costituito il 1º luglio 1850, quando il suo territorio fu scorporato dai comuni di Ettelbruck e Schieren.  La legge istitutiva del comune fu approvata il 22 gennaio 1850.

## Trasporti
La città è servita dall'Autostrada A7.